# Zomby
Zomby, född 1980, är en brittisk dubstepproducent. Musiken beskrivs som nyskapande och väldigt innovativ, vilket gör det svårt att sortera in den i en kategori, men den kan klasificeras som jungle, dubstep, UK garage, grime eller skweee.
Hans första album, Where Were U in 92?, utgavs 2007 och är inspirerat av ravescenen i slutet av 1990-talet. 2011 utgavs Dedication på 4AD Records. Låten "Things Fall Apart" från albumet innehåller sång från Panda Bear.